# Euridice (nome)
Euridice  è un nome proprio di persona italiano femminile.

## Varianti in altre lingue
- Catalano: Eurídice[4]
- Greco antico: Ευρυδικη (Eurydike)[5]
- Greco moderno: Ευρυδικη (Eurydikī)[5]
  - Ipocoristici: Κικη (Kikī)[5]
- Inglese: Eurydice[6]
- Latino: Eurydice[1][5]
- Spagnolo: Eurídice[4]

## Origine e diffusione

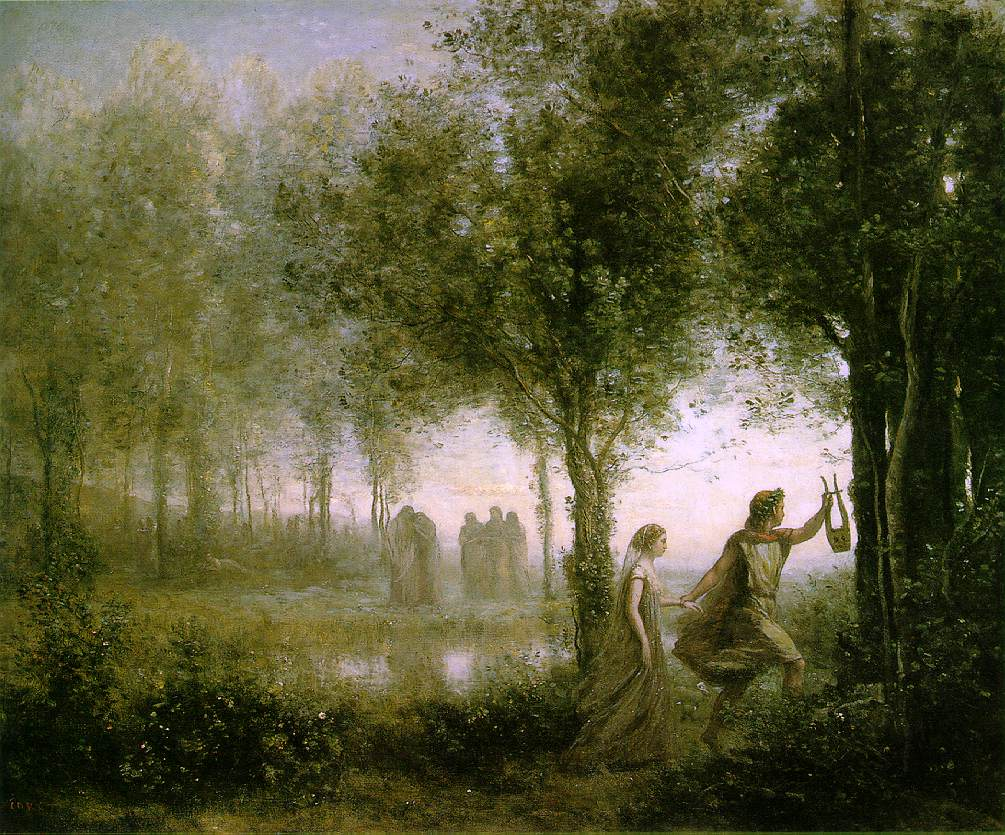
Orfeo guida Euridice fuori dall'Ade, di Jean-Baptiste-Camille Corot

È un nome di matrice classica che continua il greco Εὐρυδίκη (Eurydike), latinizzato in Eurydice. È formato dall'aggettivo εὐρύς (eurys, "grande", "vasto", da cui anche Eurialo ed Euro) e da δίκη (dike, "giustizia", da cui anche Laodice), e il significato complessivo può essere interpretato come "giustissima", "molto giusta" o "[di] grande/ampia giustizia".
È il nome di numerosi personaggi della mitologia greca, fra i quali spicca la driade Euridice, moglie di Orfeo, il quale, alla sua morte, si avventurò negli inferi per riportarla in vita, fallendo tuttavia quando era quasi alla fine e perdendo così per sempre l'amata. Alla tragedia, già cantata da Fanocle, Ovidio e Virgilio, sono ispirate numerose opere più moderne, fra cui l'Euridice di Rinuccini (considerata la prima opera lirica, messa in scena agli albori del XVII secolo), L'Orfeo di Monteverdi (1607) e Orfeo ed Euridice di Gluck (1762), che hanno aiutato la diffusione di questo nome (così come del nome Orfeo).
La corretta pronuncia del nome in italiano è "Eurìdice", ma è attestata anche la forma "Euridìce"; riguardo alla sua diffusione in Italia, è disperso nel Nord e in Toscana.

## Onomastico
Il nome è adespota, non essendovi sante che lo abbiano portato. L'onomastico può essere festeggiato il 1º novembre per la festa di Ognissanti.

## Persone
- Euridice, ultima moglie di Filippo II di Macedonia
- Euridice, figlia di Lisimaco e moglie di Antipatro II, re di Macedonia
- Euridice di Atene, moglie di Ofella e successivamente di Demetrio I Poliorcete
- Euridice I di Macedonia, regina di Macedonia, madre di Filippo II
- Euridice II di Macedonia, regina di Macedonia, moglie di Filippo III Arrideo
- Euridice, regina d'Egitto, figlia di Antipatro e moglie di Tolomeo I
- Euridice Axen, attrice e doppiatrice italiana

## Il nome nelle arti
- Euridice Gusmão è la protagonista del film del 2019 La vita invisibile di Eurídice Gusmão, diretto da Karim Aïnouz.